# Magnolia colombiana
Magnolia colombiana är en magnoliaväxtart som först beskrevs av Elbert Luther Little, och fick sitt nu gällande namn av Rafaël Herman Anna Govaerts. Magnolia colombiana ingår i släktet Magnolia och familjen magnoliaväxter. Inga underarter finns listade i Catalogue of Life.